# ジェットコースター男
ジェットコースター男（ジェットコースターおとこ）は、愛知県名古屋市中区にあるジェットコースターグッズ専門店、及びその店主の愛称。

## 店舗の概要
もともと世界各国のジェットコースターに乗り回りながら現地のグッズを集めていた店主が、そのグッズを家に置くスペースがなくなったことを受け、またそのグッズを多くの人に見てもらいたいと思ったことから、2019年5月に、名古屋市の大須商店街に出店した。
世界中のジェットコースターグッズを展示・販売しており、Tシャツ、帽子、キーホルダー、模型など、その数は1000点以上にも及ぶ。また、ジェットコースター男のオリジナルグッズも販売している。

## 店主の概要
店主は日本の約300種類、世界900種類のジェットコースターに乗車したジェットコースターマニアであり、普段はサラリーマンをしつつ、乗車数1000種類を目指して世界中の遊園地を回り、ジェットコースターに乗る日々を送っている。ジェットコースターの写真や動画を撮影するのも好きで、その写真や動画はSNSやYouTubeなどに投稿し、ジェットコースターの魅力を発信している。SNSの総フォロワー数19万人以上のインフルエンサーで、テレビやラジオなどのメディアにも多数出演しており、2021年にはナガシマスパーランドの許可のもと、関係者以外で初めて同園のジェットコースター「白鯨」の内部に潜入した。

## メディア出演

### テレビ

#### 過去に出演したテレビ番組
- 本能Z（2020年1月、CBCテレビ）
- タイチサン！（2020年3月、東海テレビ）
- キャッチ！（2020年4月、中京テレビ）
- デラメチャ気になる！（2020年9月、テレビ愛知）
- 5時スタ（2021年3月、テレビ愛知）
- ナニコレ珍百景（2021年4月、テレビ朝日）
- ナニコレ珍百景（2021年6月、テレビ朝日）
- “すごい発明”ストーリーズ（2021年8月NHK Eテレ）
- 石川さんNEWSイット（2021年11月、石川テレビ）
- となりのテレ金ちゃん（2021年11月、テレビ金沢）
- ステップ（2021年12月、テレビトクシマ）
- ドキュメント72時間（2022年2月、NHK）
- チャント！（2022年5月、CBCテレビ）
- 花咲かタイムズ（2022年5月、CBCテレビ）
- ナニコレ珍百景（2022年6月、テレビ朝日）
- ちゃーじ（2022年7月、東海テレビ）
- マツコ＆有吉 かりそめ天国（2022年7月、テレビ朝日）
- ウワサのお客さま（2022年8月、フジテレビ）
- 日本シン人種図鑑（2022年9月、テレビ東京）
- 5up！（2022年9月、広島ホームテレビ）
- OH!バンデス（2022年11月、ミヤギテレビ）
- くまパワ！（2022年11月、熊本朝日放送）
- ドキュメント72時間年末スペシャル2022（2022年12月、NHK）
- 日本シン人種図鑑（2023年1月、テレビ東京）
- マツコ＆有吉 かりそめ天国（2023年5月、テレビ朝日）
- タイチサン！（2023年7月、東海テレビ）
- おはスタ（2023年7月、テレビ東京）
- 大阪ほんわかテレビ（2023年7月、読売テレビ）
- ウワサのお客さま（2023年8月、フジテレビ）

- ジュニア、伺う（2023年9月、BSよしもと）
- 超町人！チョコレートサムネット（2023年10月、メーテレ）
- ナニコレ珍百景（2024年1月、テレビ朝日）
- チャント！（2024年5月、CBCテレビ）
- めざせ！切り出し職人（2024年6月、テレビ朝日）
- めざせ！切り出し職人（2024年7月、テレビ朝日）
- おぎやはぎテラス（2024年9月、東海テレビ）
- イチオシ‼︎（2024年9月、HTB北海道テレビ放送）
- abnステーション（2024年11月、長野朝日放送）
- ゆうがたGet！every.（2024年11月、テレビ信州）
- 千原ジュニアの愛知あたりまえワールド（2025年3月、テレビ愛知）
- かんさい情報ネットten.（2025年5月、読売テレビ）
- ドデスカ！（2025年7月、メーテレ）
- 今日ドキッ！（2025年7月、HBCテレビ）
- ウワサのお客さま（2025年7月、フジテレビ）
- おはよう朝日です（2025年8月、朝日放送テレビ）

### ラジオ

#### 過去に出演したラジオ番組
- ドラ魂キング「エンタメラインwithレポドラ」（2019年12月、CBCラジオ）
- 北野誠のズバリサタデー（2020年3月、CBCラジオ）
- High!MORNNING!（2021年8月、ZIP-FM 77.8）
- MISHMASH FRIDAY 〜金ズマ〜（2021年11月、CROSS FM）
- 赤江珠緒 たまむすび（2022年5月、TBSラジオ）
- ACTUS（2022年6月、エフエム富士）
- 山本衿奈のアゲイン（2023年3月、CBCラジオ）
- パンサー向井の#ふらっと（2023年3月、TBSラジオ）
- ドラ魂KING（2023年3月、CBCラジオ）
- OVER VIEW（2023年5月、ZIP-FM 77.8)
- SUPER CAST（2023年7月、ZIP-FM 77.8）
- Limelight（2023年9月、ZIP-FM 77.8）
- MORNING BOOOOOOST（2024年3月、ZIP-FM 77.8）
- THE SEITARO★RADIO SHOW「1700」（2024年7月、NACK5-FM79.5）
- get ready（2024年8月、ZIP-FM 77.8）
- get ready（2024年11月、ZIP-FM 77.8）
- THE SEITARO★RADIO SHOW「1700」（2025年2月、NACK5-FM79.5）
- get ready（2025年2月、ZIP-FM 77.8）
- get ready（2025年3月、ZIP-FM 77.8）

### 新聞/雑誌/WEB記事
- ねとらぼ（2020年10月）
- まいどなニュース（2021年3月）
- ミライのアイデア小連載（2021年10月～11月、白夜書房）
- じゃらんニュース掲載（2022年5月、株式会社リクルート）
- fumufumu news（2022年7月、主婦と生活社）
- 姫路経済新聞（2022年7月）
- 朝日新聞デジタル（2022年12月）
- じゃらんニュース掲載（2023年4月、株式会社リクルート）
- 小学8年生（2024年4月、小学館）
- 5PM Journal vol.1（2024年9月）
- 5PM Journal vol.2（2024年9月）
- じゃらんニュース掲載（2024年10月、株式会社リクルート）
- 中日新聞（2025年1月）
- 中日新聞（2025年1月）
- ブラジル日報（2025年1月）
- 東京新聞（2025年2月）
- BRUTUS 東京偏愛BOOK（2025年4月、株式会社マガジンハウス）
- 東奥日報（2025年5月）
- 下野新聞（2025年5月）
- 山梨日日新聞（2025年5月）
- 神戸新聞（2025年5月）
- 愛媛新聞（2025年5月）
- 山陽新聞（2025年5月）
- 日本海新聞（2025年5月）
- 沖縄タイムス（2025年5月）
- 日本経済新聞（2025年5月）
- 信濃毎日新聞（2025年5月）
- 西日本新聞（2025年5月）
- 室蘭民放（2025年5月）
- 山口新聞（2025年5月）
- 山陰中央新報（2025年6月）

### その他
- ジェットコースター写真展（2020年12月5日～12月20日、大阪）
- ジェットコースター男トークイベント（2020年12月、大阪）
- ジェットコースター男トークライブ（2021年8月、愛知）
- 北村龍平監督トークライブ出演（2022年11月、東京）
- ジェットコースター男ランド1（2023年7月、浅草花やしき貸切）
- ジェットコースター男ランド2（2024年7月、浅草花やしき貸切）
- ジェットコースター男フェス（2024年9月、名古屋メイカーズピア）
- 特別講座『ジェットコースターのせかい』（2024年9月、名古屋敬進高等学院）